# 鈴木さやか
鈴木 さやか（すずき さやか、1977年 - ）は、日本の文学者（日本古典文学）。博士（文学）（九州大学・2006年）。静岡県立大学国際関係学部講師・大学院国際関係学研究科講師。なお、一部の著作については岩倉 さやか（いわくら さやか）名義で発表している。

## 来歴
九州大学大学院人文科学府に進学、大学院在学中、俳諧師の各務支考について論じた『俳諧のこころ――支考「虚実」論を読む』を上梓し、注目された。2006年、九州大学大学院修了にともない、博士（文学）の学位を取得。 その後、静岡県立大学国際関係学部講師に就任、主として国際関係学科の講義を担当した。また、同大学院国際関係学研究科講師を兼務、主として国際関係学専攻の講義を担当した。

## 研究
専門は文学。特に日本古典文学などの分野を研究する。具体的には、中世や近世の日本の古典文学を取り上げ、それらの研究に取り組む。たとえば、中世に関しては、世阿弥の能楽論について研究する。また、世阿弥による謡曲についても研究する。また、近世に関しては、各務支考による俳論の研究や、蕉門俳諧を研究する。支考の俳論について、その衒学的な文体が敬遠され、ともすれば松尾芭蕉の考えを歪曲しているとも考えられてきたが、その支考の俳諧観は芭蕉の存在があってこそ育まれたものだと論じた。また、宗教学者・谷隆一郎とともに、大アントニオスなど砂漠に隠棲した隠修士の著作の翻訳を行う。
日本中世学会・日本近世学会・能楽学会・九州大学国語学国文学会などに所属。

## 著作
- 『俳諧のこころ - 支考「虚実」論を読む』（岩倉さやか著、ぺりかん社） 2003年　ISBN 4831510513

## 翻訳
- 『砂漠の師父の言葉 - ミーニュ・ギリシア教父全集より』（谷隆一郎, 岩倉さやか共訳、知泉書館） 2004年　ISBN 4901654284

## 関連人物
- 各務支考
- 世阿弥
- 大アントニオス
- 谷隆一郎